# Duiker (waterbouwkunde)

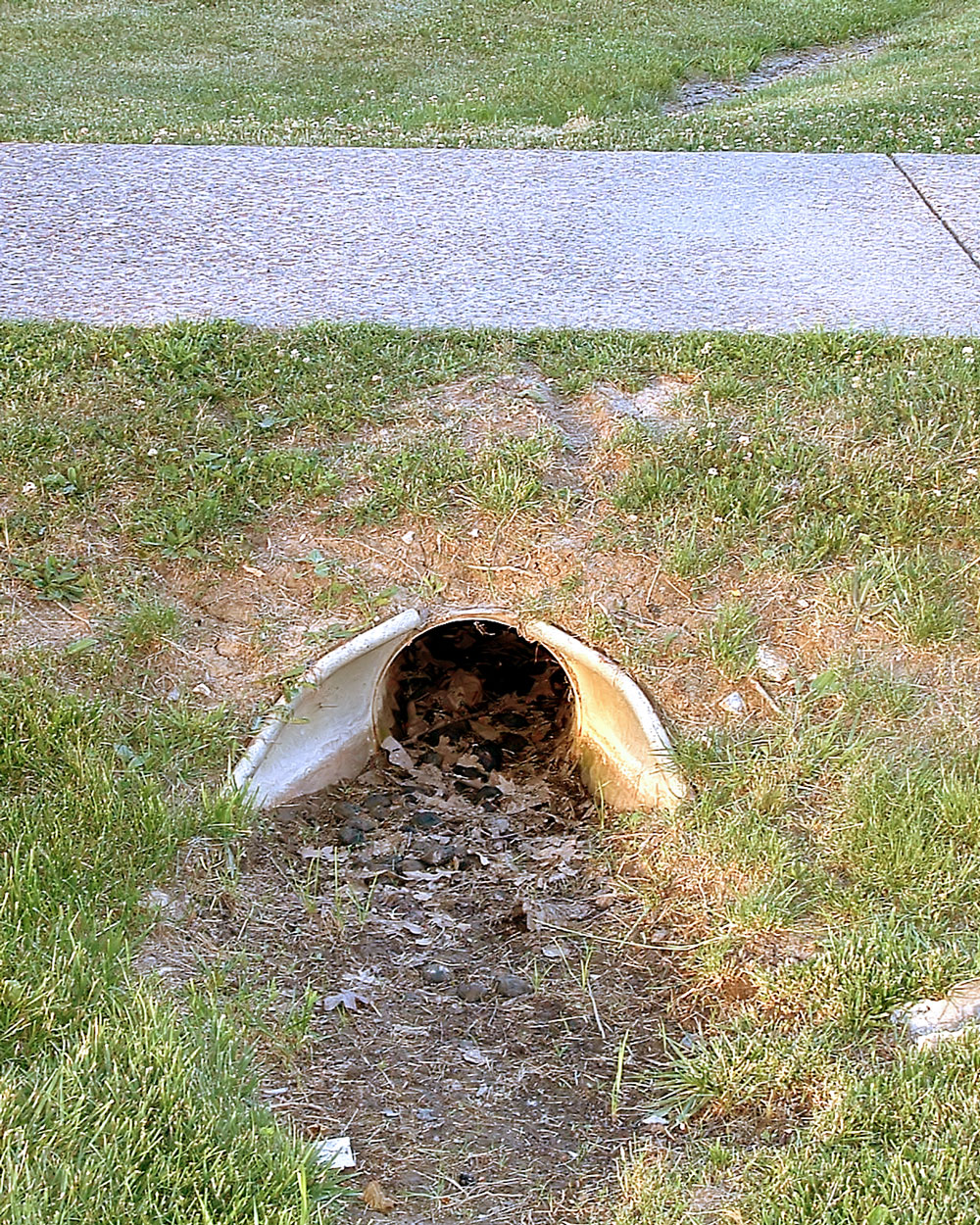
Kleine duiker onder een voetpad

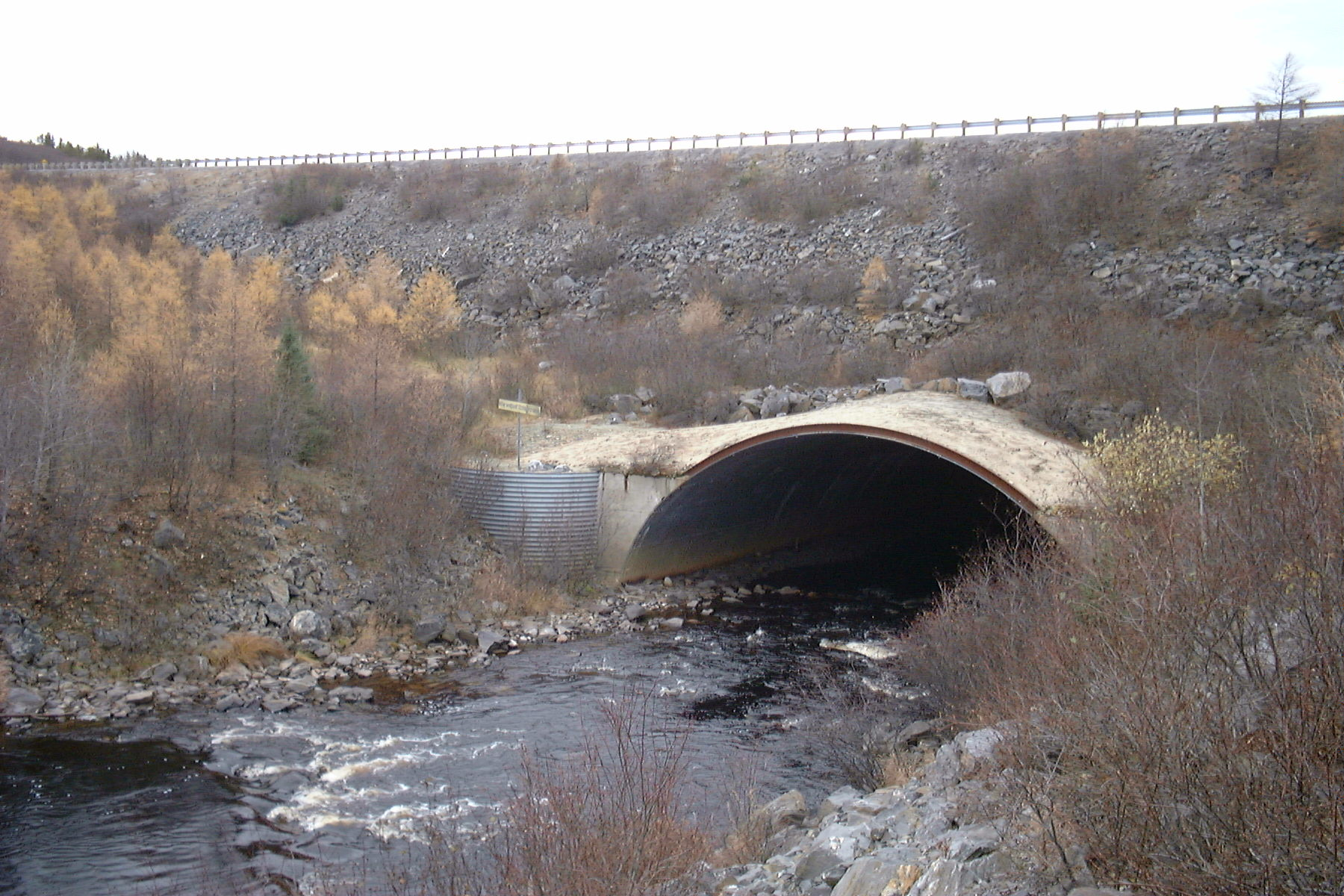
Een 15,5 meter brede duiker in de Canadese provincie Quebec

Een duiker is een civieltechnisch kunstwerk. Het is een kokervormige constructie, gelegen in een weg of toegangsdam, die is bedoeld om wateren met elkaar te verbinden. Ook kan een duiker worden aangelegd indien een waterweg een watergang kruist. Bij een duiker wordt in principe de bodem van de watergang onderbroken, dit in tegenstelling tot een brug of aquaduct.
Duikers worden over het algemeen gemaakt van beton of (plaat)staal. In het verleden werden ook gemetselde duikers gemaakt. Hout (holle boomstammen) was vroeger ook een veel gebruikt materiaal.
Een sifon of onderleider en een knijpduiker zijn specifieke types van een duiker. 
Door een klep aan te brengen die het water slechts in één richting doorlaat, kan een klepduiker tot een eenvoudige spuisluis worden gemaakt.
In Vlaardingen is in 1996 een zeer oude duiker opgegraven, die was gemaakt van een oude boomstamkano. Deze was in een dijk ingegraven en voorzien van een scharnierende klep, die bij vloed het water van buiten tegenhield. Onderzoek heeft uitgewezen dat de kano ca. 70-125 jaar na Christus is gemaakt.

## Heul
Een ander, ouder woord is heul (meestal een gemetselde duiker zonder vaste bodem). Dit is een doorgang voor water waarvan het deksel meestal hoger ligt dan het oppervlak van de weg, vooral als de waterdoorgang door scheepvaart wordt benut. In toponiemen is dit woord nog terug te vinden, zoals in de plaatsnaam Kwintsheul en in de straatnamen Heul in Alkmaar, Heulstraat in Waalwijk en Eerste Heulbrugstraat in Spijkenisse.
In Waalwijk zijn er in de vorige eeuw nog verscheidene heulen te vinden. Te beginnen in het oosten in het voormalige Baardwijk, lag de Hoogeindsche Heul, meer westelijk ter hoogte van de Blanke Wiel lag de Laageindsche Heul, in Waalwijk centrum lag de Klooster Heul (of Pastoors Heul), en de Emmikhovensche Heul. Er waren in die tijd in Baardwijk (2), Waalwijk (3) en Besoijen (2) een totaal van zeven heulen.

### Duikerbrug
Een heul wordt ook wel duikerbrug genoemd, omdat het zowel kenmerken van een duiker heeft (met grond bedekt) en van een brug (geen vaste bodem).